# رابرت سی اسپرگ
رابرت سی اِسپرِگ (زاده ۲ اوت ۱۹۰۰ – درگذشت ۲۷ سپتامبر ۱۹۹۱) پسر فرانک جی اسپرِگ و هریت اسپرِگ بود. اسپرِگ اسپرگ الکتریک (در اصل شرکت اسپرگ اِسپَشلتیز)، کوئینسی، ماساچوست را درسال ۱۹۲۶ تأسیس کرد و از ۱۹۲۶–۱۹۵۳ به عنوان رئیس و از ۱۹۵۳–۱۹۷۱ به عنوان مدیر اجرایی خدمت کرد. او کنترل تون صدا برای رادیو و خازن کاغذی را اختراع کرد که تجارت او را راه اندازی کرد.
اسپراگ در سال ۱۹۵۳ توسط پرزیدنت دوایت دی. آیزنهاور به عنوان معاون وزیر نیروی هوایی منصوب شد. او ابتدا پذیرفت، سپس به دلیل مشکلات مالی این سمت را رد کرد.

## خانواده و بشردوستی
رابرت اسپراگ در طول زندگی تجاری خود در هیئت مدیره سازمان‌ها و مشاغل زیر خدمت کرد:
- موسسه تکنولوژی ماساچوست
- شرکت میتر
- اولین بانک ملی بوستون
- آزمایشگاه چارلز استارک دریپر
- صنایع وابسته ماساچوست
- بنیاد علم و فناوری ماساچوست
- بانک فدرال رزرو بوستون

سایر جوایز، عضویت‌ها و انتصابات قابل توجه
- عضو موسسه مهندسین برق و الکترونیک (IEEE)
- فرهنگستان هنر و علوم آمریکا
- هیئت تولیدات جنگ برای کمیته مشورتی خازن‌ها (۱۹۴۲–۱۹۴۵)
- در سال ۱۹۵۳ توسط پرزیدنت آیزنهاور به عنوان معاون وزیر نیروی هوایی منصوب شد.
- در سال ۱۹۵۷ توسط پرزیدنت آیزنهاور به هیئت منابع امنیتی - دفتر بسیج دفاعی منصوب شد.
- در سال ۱۹۸۵ به عضویت آکادمی ملی مهندسی انتخاب‌شد
- دارنده ۱۹ ثبت اختراع

## مطالعه بیشتر
- Sprague, John L. (2015). Sprague Electric: An Electronics Giant's Rise, Fall, and Life after Death. ISBN 978-1-5033-8781-2.